# Flaithbertach Ua Néill
Flaithbertach Ua Néill (antes de 978–1036) fue rey de Ailech, un reino del noroeste de Irlanda.
Abdicó en 1030 y emprendió un peregrinaje a Roma, por lo que fue conocido como Flaithbertach an Trostáin. Tras la muerte de su hijo Áed en 1033, Flaithbertach salió de su retiro y retomó el liderazgo de los Uí Néill.

## Contexto
Flaithbertach, nieto de Domnall ua Néill, pertenecía a la dinastía de los Cenél nEógain, una rama de los Uí Néill. La posterior familia O'Neill, reyes de Tír Eoghain y condes de Tyrone, descendían de esta rama, que recibe su nombre del tatarabuelo de Flaithbertch, Niall Glúndub. La dinastía rival Meic Lochlainn de Cenél nEógain, probablemente descendían del hermano de Niall Glúndub, Domnall mac Áeda. La mayoría de la provincia de Ulster, desde el Río Bann hasta el Río Foyle en el oeste, era gobernada por Cenél nEógain y sus muchos clientes, de quien los Airgíalla eran los más importantes.[cita requerida] Sus tierras propias incluían mucho del actual Condado Tyrone, que lleva su nombre, extendiéndose de Lough Neagh a Lough Foyle y hacia el norte a Inishowen. Al este se extendía el reino del Ulster, reducido a poco más del actual Condado de Down y sur de Antrim; al oeste, Tír Conaill (Condado de Donegal) estaba dividido entre las otras familias de la otra gran dinastía Uí Néill, Cenél Conaill; y al sur el reino de Breifne y el reino de Mide.
Los reyes Cenél nEógain de Ailech recibían su nombre del Grianan de Aileach, una fortaleza de piedra construida en la Edad de Hierro que pudo haber sido el lugar de inauguración ancestral. Hacia el siglo IX, no obstante, Cenél nEógain el poder había extendido hacia el este, a tierras qué una vez había pertenecido al reino de Ulster y el Airgíalla, y los reyes estuvieron inaugurados en Tulach Óg (Tullyhogue Fort, Condado Tyrone) y enterrado en Armagh. Aunque no directamente bajo el control de los reyes de Ailech, Armagh estaba sujeta a su influencia y consta que los reyes mantenían una casa allí. A pesar de que la Provincia Eclesiástica de Armagh se dividió en Sínodo de Kells-Mellifont en 1152, su autoridad sobre las iglesias del norte y centro de Irlanda en el tiempo de Flaithbertach era mucho mayor, como muestran las antiguas fronteras establecidas en el Sínodo de Ráith Bressail en 1111, que dividió Irlanda entre Armagh y Cashel. Armagh no fue sólo la ciudad de San Patricio, para algunos fue también la ciudad de Cenél nEógain. Otras iglesias importantes en la región, establecidas según las reformas del  siglo XII, incluyen las iglesias Columbanas de Derry y Raphoe, y las iglesias de Patricio de Louth, Maghera y Connor.

## Antes de Clontarf
La fecha de nacimiento de Flaithbertach no es conocida con seguridad, pero su padre Muirchertach fue asesinado en 977 por Amlaíb Cuarán. Una adición tardía a los Anales de Ulster afirma que Flaithbertach nació aquel año mismo. Su madre era Cres Cumal de Uí Maine. Su abuelo Domnall ua Néill, Rey Supremo de Irlanda, murió en 980, y la corona de Ailech pasó primero a Fergal mac Domnaill meic Conaing, que quizás abdicó en 989 y murió en 1001. Fergal fue sucedido, quizás después de un intervalo de algunos años, por el tío de Flaithbertach, Áed mac Domnaill, del que se dice que murió a los 29 años de edad en el décimo año de su reinado en 1004.
La primera información acerca de Flaithbertach data de 1005 cuándo dirigió un ataque sobre Leth Cathail, parte del reino de Ulster, donde el rey de Leth Cathail, Áed mac Tommaltaig, fue asesinado. Flaithbertach asaltó Leth Cathail otra vez en 1007, matando al sucesor de Áed, Cú Ulad, y violando el acuerdo impuesto en 1005 cuándo Brian Bóruma llegó a Armagh con un gran ejército y recibió la sumisión de Flaithbertach. Brian regresó en 1006 y otra vez en 1007, en la que recató a algunos de los rehenes que Flaithbertach había obtenido del Ulster por la fuerza según los Anales de Innisfallen. Quizás en esta época Flaithbertach se casó con la hija de Brian, Bé Binn, con la que tuvo a Áed y Domnall.
Flaithbertach continuó actuando agresivamente hacia sus vecinos. Cegó y ejecutó a un rey de Cenél Conaill en 1009, y saqueó el centro de Irlanda hasta el Río Boyne más tarde ese mismo año. Estas acciones llevaron a Brian de vuelta al norte en 1010, recibiendo nuevamente la sumisión de Flaithbertach y llevándose rehenes de Cenél nEógain a Kincora. Cenél Conaill fue invadido en 1011, esta vez con Flaithbertach actuando como aliado de Brian, y su ejército acompañando al de los hijos de Brian Domnall y Murchad. Una segunda expedición por Brian ese mismo año concluyó con la sumisión de Cenél Conaill. Flaithbertach, aun así, había regresado a sus viejos hábitos y atacó nuevamente Ulster, capturando Dún Echdach (Duneight, al sur de Lisburn) y recibiendo la sumisión del rey del Ulster Niall mac Duib Tuinne. En 1012 atacó nuevamente Ulster y Cenél Conaill 1012.
En 1013 Flaithbertach asaltó Mide, gobernado por el anterior Rey Supremo Máel Sechnaill mac Domnaill. Los dos ejércitos se enfrentaron en Kells, pero Máel Sechnaill se retiró sin luchar. Este hecho, aparentemente menor, parece haber hecho pensar a los vecinos de Máel Sechnaill que éste se encontraba débil y vulnerable, y estalló una guerra con Leinster y Dublín. La guerra acabó con en la batalla de Clontarf el 23 de abril de 1014, donde Brian Bóruma fue asesinado, pese a que sus ejércitos y los de Máel Sechnaill vencieron.

## Después de Clontarf
Con Brian muerto, Máel Sechnaill y Flaithbertach se embarcaron en una serie de campañas que restablecieron a Máel Sechnaill como Rey Supremo. Según el Cogadh Gaedhel re Gallaibh, un trabajo de propaganda compuesto en tiempos del bisnieto de Brian Muirchertach, en 1002, poco antes de que Brian reemplazara a Máel Sechnaill como Rey Supremo, Máel Sechnaill había ofrecido renunciar al título en favor de Áed mac Domnaill, tío y predecesor de Flaithbertach como rey de Ailech a cambio de ayuda en contra de Brian. El Cogadh afirma que Áed rechazó la oferta y Máel Sechnaill no recibió ayuda alguna de Cenél nEógain, tan sólo de Connacht. Lo que llevó a Flaithbertach a apoyar a Máel Sechnaill es desconocido.
Máel Sechnaill murió en 1022. Flaithbertach hizo campaña en las midlands en 1025 y recibió la sumisión de Dublín, pero Donnchad mac Briain hizo lo mismo en 1026, y Flaithbertach también. Pero Dublín parece haber sido presa fácil para Niall mac Eochada, el rey de Ulster, que también atacó Dublín en 1026. Aquel año el Ulster fue asaltado y, al año siguiente, Cenél Conaill.
Flaithbertach tenía en este momento sobre 50 años. Su hijo Domnall murió en 1027 y en 1030 viajó en peregrinaje a Roma, regresando casa en 1031. De este viaje obtuvo su epíteto, Flaithbertach an Trostáin, Flaithbertach el Peregrino. Aquel año Niall mac Eochada atacó Telach Óg mientras que el hijo de Flaithbertach, Áed emprendió una campaña en represalia. También en 1031 Flaithbertach y Áed atacaron el sur de Cenél Conaill.
Por esta época Flaithbertach abdicó, siendo sucedido como rey de Ailech por Áed, pero Áed murió el 30 de noviembre de 1033. Flaithbertach dejó su jubilación y volvió al trono, los Anales de Innisfallen dicen: "Flaithbertach Ua Néill tomó Ailech otra vez, y el norte de Irlanda se sometió a él." Aun así,  pueda ser que no sea la muerte de Áed lo que llevó a llamar nuevamente a Flaithbertach ya que los Anales de Innisfallen sitúan este acontecimiento sólo después de la muerte de Domnall Ua Maíl Doraid de Cenél Conaill. El segundo reinado de Flaithbertach fue bastante tranquilo. Murió en 1036 como rey de Ailech.
Flaithbertach no es incluido en listas modernas de Reyes Supremos. Empero, algunos los escritores medievales le identificaron con un rey incluido en la lista de Baile en Scáil, y puede ser que está incluido en la historia en verso de reyes irlandeses y escoceses llamada la Profecía de Berchán. Ambas fuentes son problemáticas y poco fiables, a diferencia de la mucho más antigua Baile Chuind, que toman como modelo. Quizás más concluyentes son los poemas históricos del contemporáneo de Flaithbertach, Flann Mainistrech y los compiladores pro-Uí Néill de las crónicas en Armagh, que no le reconocen como Rey.
Tras la muerte de Flaithbertach, sus descendientes fueron eclipsados por sus primos Meic Lochlainn. El último de la familia aparece en los anales en el 1080, tras lo que desaparece. Debido a esto, varios académicos irlandeses como Francis John Byrne creen que los auténticos descendientes de Niall Glundubh no volvieron a alcanzar el poder en Irlanda, y que su alegado descendiente del siglo XII, Áed in Macáem Tóinlesc era de ascendencia desconocida y sólo adoptó el apellido. De hecho, Áed era un rey títere instalado por Ruaidrí Ua Conchobair que particionó Cenél nEógain entre los Meic Lochlainn y Áed en 1167. La mayoría de portadores actuales del apellido O'Neill consideran a Áed como su antepasado.